# مقاطعة موسكيغون (ميشيغان)
مقاطعة موسكيغون هي مقاطعة في ميشيغان، بلغ عدد سكانها 172٬188  نسمة، في 2010، عاصمتها مسكيغون، تبلغ مساحتها 3٬780 كيلومتر مربع.

## الموقع
تشترك في الحدود مع:
- مقاطعة أوسينا (ميشيغان)
- مقاطعة أوتاوا (ميشيغان).

## التقسيمات الإدارية
- مسكيغون.